# Thụy Sĩ tại Thế vận hội Mùa hè 1896
Có ba thí sinh từ Thụy Sĩ tham dự hai bộ môn tại Thế vận hội Mùa hè 1896. Người Thụy Sĩ giành một chức vô định và xếp hạng hai trong hai giải nữa, với tổng cộng ba huy chương. Họ có 8 lượt thi đấu trong 5 bộ môn.

## Huy chương

### Vàng
- Louis Zutter — Thể dục dụng cụ, Ngựa tay quay nam

### Bạc
- Louis Zutter — Thể dục dụng cụ, Xà kép nam
- Louis Zutter — Thể dục dụng cụ, Ngựa gỗ nam

## Thể dục dụng cụ
| Nội dung      | Hạng | Vận động viên    |
| ------------- | ---- | ---------------- |
|               |      |                  |
| Xà kép        | 2    | Louis Zutter     |
| Xà kép        | –    | Charles Champaud |
|               |      |                  |
| Xà đơn        | –    | Louis Zutter     |
|               |      |                  |
| Ngựa gỗ       | 2    | Louis Zutter     |
| Ngựa gỗ       | –    | Charles Champaud |
|               |      |                  |
| Ngựa tay quay | 1    | Louis Zutter     |
| Ngựa tay quay | –    | Charles Champaud |
|               |      |                  |

## Bắn súng
| Nội dung            | Hạng | Vận động viên  | Điểm | Trúng      |
| ------------------- | ---- | -------------- | ---- | ---------- |
|                     |      |                |      |            |
| Súng trường quân sự | 8    | Albert Baumann | 1294 | Không biết |
|                     |      |                |      |            |